# Alfonso Brescia
 Alfonso Brescia (* 6. Januar 1930 in Rom; † 6. Juni 2001 ebenda) war ein italienischer Regisseur und Drehbuchautor. In einigen Filmen benutzte er die Pseudonyme Al Bradley, Al Bradly oder Albert B. Leonard.

## Leben
Brescia, Sohn des Produzenten Edoardo Brescia, arbeitete zunächst seit 1956 als Drehbuchautor und Co-Regisseur und gehörte zum festen Mitarbeiterstab von Mario Caiano. Mitte der 1960er Jahre wechselte er auf den Regiestuhl. Dabei widmete er sich vollständig dem Kommerzkino. Nachdem er zunächst mehrere Sandalenfilme gedreht hatte, arbeitete er in den späteren Jahren in jedem Genre, häufig für Italowestern und Kriegsfilme. Besondere Bekanntheit bei Exploitation-Fans erlangten seine mit geringem Budget gedrehten Science-Fiction-Filme 1977 bis 1979, allesamt im Fahrwasser von Star Wars. In den 1980er Jahren verlegte er sich auf Melodramen im Umfeld der Stadt Neapel, bevor er seine Karriere mit wenig aufregenden Actionfilmen beendete.

## Filmografie (Auswahl)

### Regisseur
- 1964: Der Aufstand der Prätorianer (La rivolta dei pretoriani)
- 1964: Der Größte der Gladiatoren (Il magnifico gladiatore)
- 1965: Kampf um Atlantis (Il conquistatore di Atlantide)
- 1965: Stirb aufrecht, Gringo! (La colt è la mia legge)
- 1966: Atom-Alarm Planquadrat goldene Sieben (Tecnica di una spia)
- 1967: Sein Wechselgeld ist Blei (I giorni della violenza)
- 1967: Stirb oder töte (Killer calibro 32)
- 1967: 100.000 verdammte Dollar (Voltati… ti uccido)
- 1968: Die Stunde der Aasgeier (Carogne si nasce)
- 1969: Antreten zum Verrecken (Uccidete Rommel)
- 1969: Im Labyrinth der Sexualität (Nel labirinto del sesso)
- 1971: Sein Schlachtfeld war das Bett (Calde notti di Don Giovanni)
- 1972: Poppea, die Hure von Rom - Messalina II (Poppea… una prostituta al servizio dell'impero)
- 1973: Zwei Halunken “stürmen” Troja (Elena si, ma… di Troia)
- 1973: Frauen, die man Töterinnen nannte (Le amazzoni - donne d'amore e di guerra)
- 1974: Whisky und die Goldgräber (La spacconata)
- 1974: Supermänner gegen Amazonen (Superuomini, superdonne, superbotte)
- 1975: Von Wölfen gehetzt (Zanna Bianca e il cacciatore solitario)
- 1976: Blut eines Bullen (Sangue di sbirro)
- 1977: Battle of the Stars (Anno zero - Guerra nello spazio)
- 1978: Krieg der Roboter (La guerra dei robot)
- 1978: Die Bestie aus dem Weltraum (La bestia nello spazio)
- 1978: Star Odyssey (Sette uomini d'oro nello spazio)
- 1979: Der große Kampf des Syndikats (I contrabbandieri di Santa Lucia)
- 1987: Iron Warrior (Ator il guerriero di ferro)
- 1988: Combat Attack (Fuoco incrociato)
- 1990: Miami Cops (Sapore di morte)

### Nur Drehbuch
- 1964: Maciste, der Held von Sparta (Maciste, gladiatore di Sparta)
- 1965: 30 Winchester für El Diabolo (30 Winchester per El Diablo)
- 1986: Der einsame Kämpfer (Choke Canyon)